# Primo Volpi
Primo Volpi (Castiglione d'Orcia, Toscana, 26 d'abril de 1916 - Empoli, 28 de novembre de 2006) va ser un ciclista italià que fou professional entre 1938 i 1956. Durant la seva carrera esportiva destaquen una etapa al Giro d'Itàlia de 1940 i la Volta a Catalunya de 1951.

## Palmarès
- 1940
  - Vencedor d'una etapa al Giro d'Itàlia
- 1943
  - 1r de la Torí-Biella
- 1945
  - Vencedor d'una etapa del Giro de les Quatre Províncies
- 1949
  - Vencedor d'una etapa del Giro de Sicília
  - Vencedor d'una etapa del Giro del Lazio
- 1950
  - Vencedor d'una etapa del Tour d'Algèria
- 1951
  -  1r de la Volta a Catalunya i vencedor d'una etapa
  - 1r del Giro de Sicília i vencedor de 2 etapes
  - 1r del Gran Premi Pontremoli
- 1952
  - 1r de la Copa Bernocchi
  - 1r de la Copa Sabatini
  - Vencedor d'una etapa del Gran Premi del Mediterrani
- 1953
  - 1r de la Copa Sabatini
  - 1r del Circuit de la Vall del Liri
  - 1r del Gran Premi Ceramisti a Ponzano Magra
  - 1r del Trofeu de l'U.V.I.
  - Vencedor d'una etapa al Giro de Sicília
- 1954
  - 1r de la Volta a Europa i vencedor d'una etapa
  - Vencedor d'una etapa a la Volta a Suïssa
- 1956
  - Vencedor d'una etapa a la Volta a Astúries

### Resultats al Giro d'Itàlia
- 1940. 21è de la classificació general. Vencedor d'una etapa
- 1946. 10è de la classificació general
- 1947. Abandona
- 1948. 5è de la classificació general
- 1949. 17è de la classificació general
- 1950. 38è de la classificació general
- 1952. 36è de la classificació general
- 1953. 25è de la classificació general
- 1954. 21è de la classificació general
- 1955. 36è de la classificació general

### Resultats al Tour de França
- 1947. 23è de la classificació general
- 1948. 27è de la classificació general